# Mikhaïl Boutov
Mikhaïl Vladimirovitch Boutov (en russe : Михаи́л Влади́мирович Бу́тов), né le 2 août 1964 à Moscou est un écrivain russe qui a remporté le prix Booker russe en 1999 pour son roman Liberté [Свобода]. Il est également rédacteur en chef adjoint du magazine Novy Mir.

## Biographie
Né à Moscou, il sort de l'Université technique des communications et de l'informatique de Moscou. Ses premières publications paraissent dans le magazine Novy Mir, où il est entre autres rédacteur et adjoint du rédacteur-en-chef depuis 1994. 
 Il n'écrit plus de prose depuis les années 2000, caractérisées, selon lui, par une « atmosphère de poutinisme qui l'asphyxie. » Il vit à Moscou avec sa femme Vera et son fils Nikita.

### Livres
- К изваянию Пана, éditions Книжный сад, 1994, 240 c. , портр.
- Свобода, éditions С-Пб., 1999.